# Sober (låt av Loreen)
Sober är en musiksingel från den svenska sångerskan Loreen. Låten släpptes den 12 september 2011. Den gick in direkt på plats 6 på Digilistan. Den 2 mars 2012, i samband med Loreens deltagande i Melodifestivalen 2012, debuterade "Sober" på plats 56 på Sverigetopplistan. Som bäst tog den sig upp på plats 26.

## Versioner
Sober
1. "Sober" (Original Version) – 3:51
2. "Sober" (Acoustic Version) – 3:39
3. "Sober" (Single Version) – 3:52

Sober (Remixes)
1. "Sober" (Ali Payami Remix) – 3:35
2. "Sober" (PJ Harmony Remix) – 3:41

## Listplaceringar

### Officiella singellistor
| Lista (2012) | Topplacering |
| ------------ | ------------ |
| Sverige      | 26           |

### Placeringar i Sverige
| Plats | 56 | 39 | 26 | 39 | 53 |